# Ернст III фон Глайхен
Ернст III фон Глайхен (на немски: Ernst III von Gleichen/Velsecke; † 7 септември 1226/ сл. 1228/1230) е граф на Глайхен/Глайхенщайн и Фелсеке (1193 – 1230).

## Произход и наследство
Той е син на граф Ервин II фон Глайхен († 1193) и внук на граф Ернст I фон Глайхен, Тона и Харбург († 1151). Племенник е на граф Ернст II († 1170, екзекутиран). Брат е на граф Ламберт II фон Глайхен-Тона († 1227).
Ернст III фон Глайхен е наследен през 1230 г. от племенника му Хайнрих I фон Глайхенщайн (1212 – 1257).

## Фамилия
Ернст III фон Глайхен се жени за Берта фон Лора († сл. 1211), дъщеря на граф Беренгер II фон Щайн-Лора († 1197) и Берта фон Аменслебен († 1184). Тя е внучка на граф Лудвиг II фон Лора († 1164) и Юта/Юдит фон Шваленберг († сл. 1162). Те имат една дъщеря:
- Адела фон Глайхен († 19 октомври 1224), омъжена за граф Буркард фон Шарцфелд-Лаутерберг († 25 февруари 1225)